# Marine One
Marine One (Marine Uno en español) es el indicativo de cualquier aeronave del Cuerpo de Marines de los Estados Unidos que lleva a bordo al Presidente de los Estados Unidos. A partir del 2024, denota un helicóptero de transporte presidencial operado por el Escuadrón de Helicópteros Marines Uno "HMX-1 Nighthawks", que consiste en el nuevo Sikorsky VH-92A Patriot y el más pequeño Sikorsky VH-60N. Ambos helicópteros se llaman "White Tops" debido a su librea. Cualquier aeronave del Cuerpo de Marines que transporte al vicepresidente de los Estados Unidos sin el presidente tiene el indicativo de llamada Marine Two (Marine Dos).

## Historia

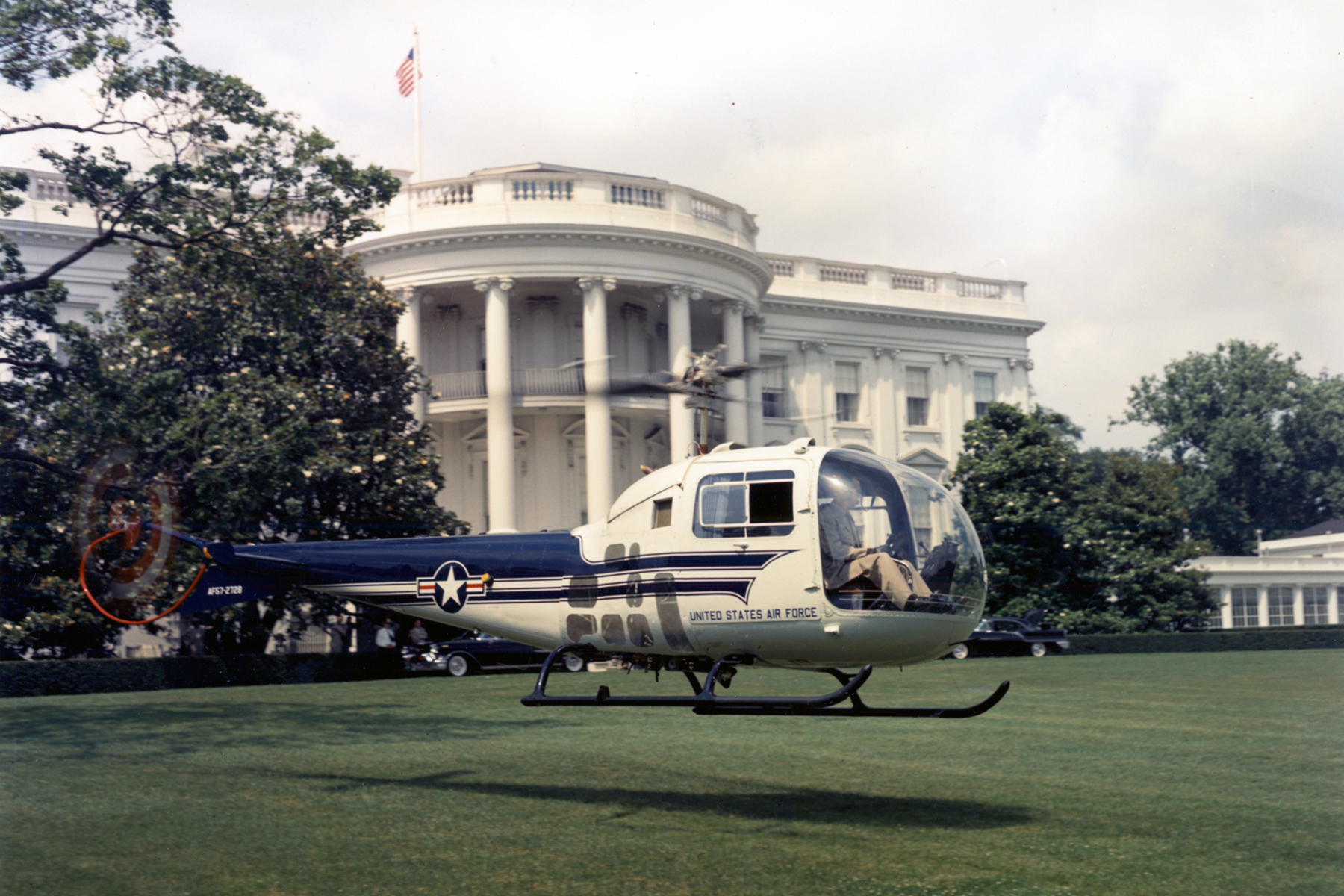
Un Bell H-13J realiza un aterrizaje de práctica en el Jardín sur de la Casa Blanca el 14 de junio de 1957.

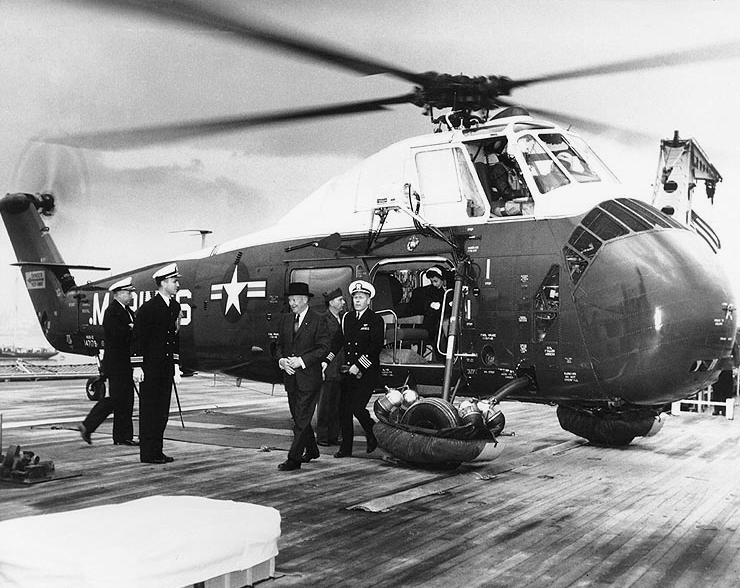
El presidente Eisenhower a bordo el USS Des Moines en un VH-34 en 1959.

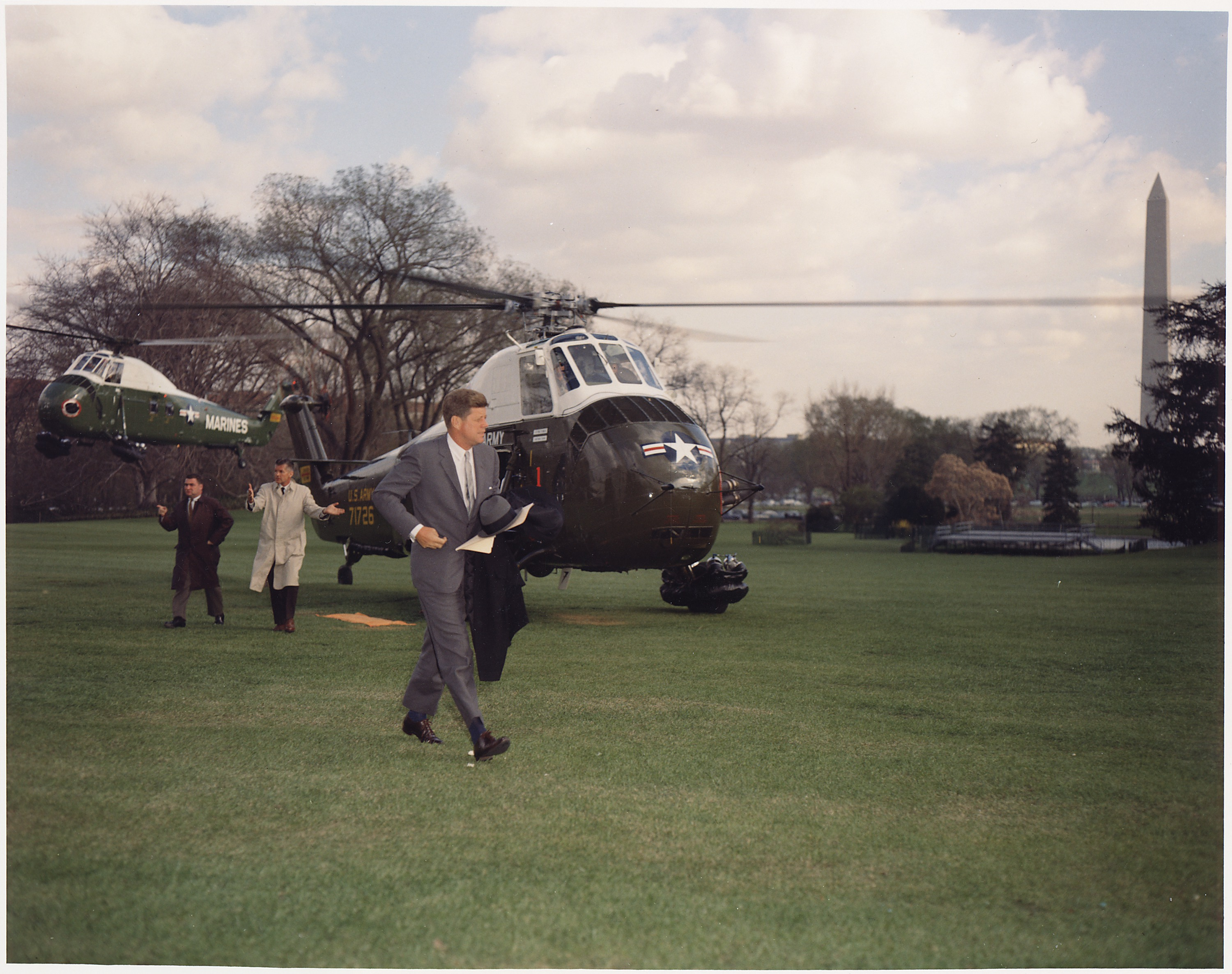
El presidente Kennedy sale del Marine One en el jardín sur de la Casa Blanca en 1961.

El Presidente Nixon abordando el Marine One el 16 de julio de 1972.

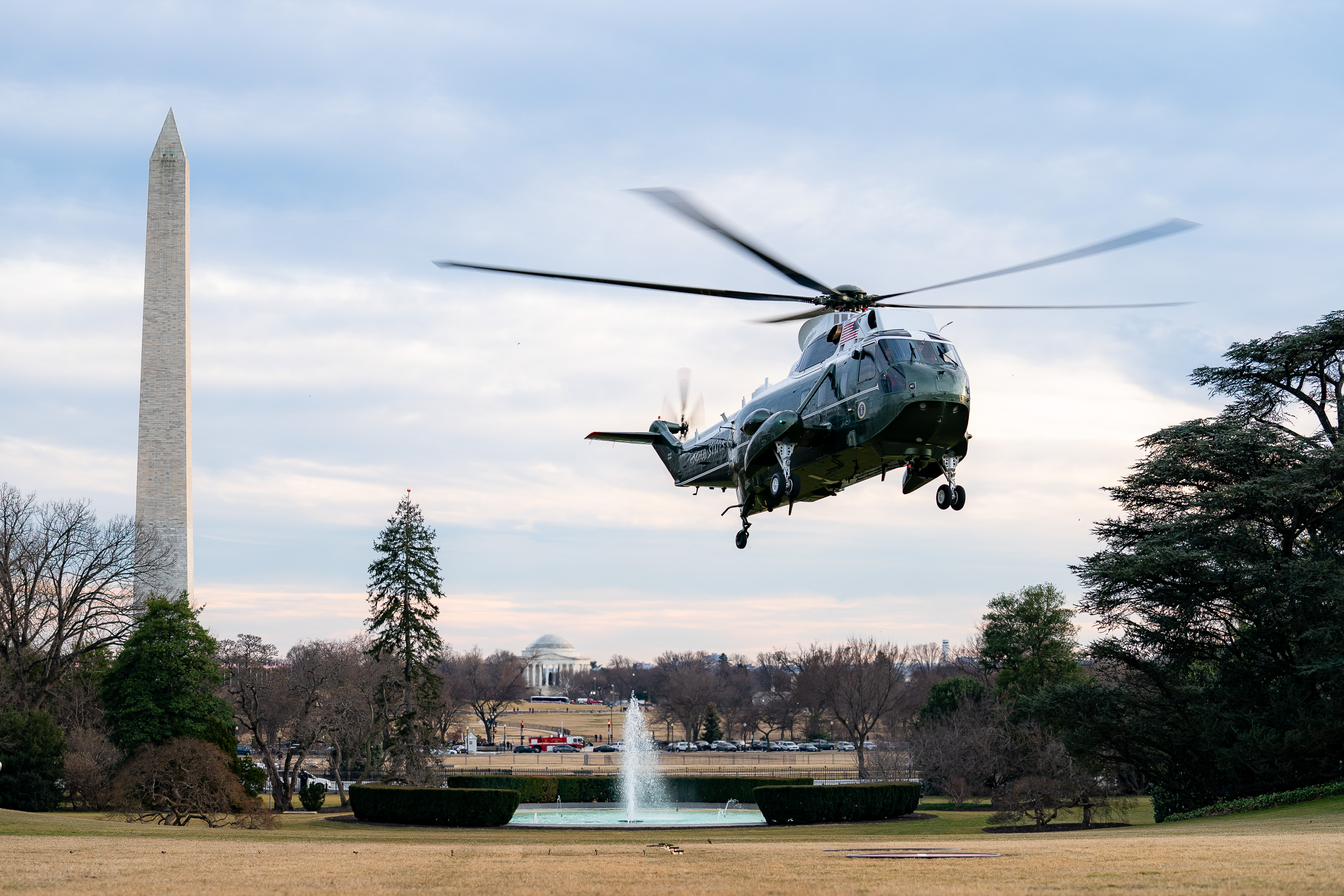
El Marine One aterriza en el jardín sur de la Casa Blanca, 8 de febrero del 2019.

El primer uso de helicópteros para el transporte presidencial tuvo lugar en 1957, cuando Dwight D. Eisenhower viajó en un Bell 47J Ranger. El presidente necesitaba un medio rápido para llegar a su casa de verano en Rhode Island, dado que el Air Force One no podía aterrizar ni en la Casa Blanca ni en la casa de verano. Eisenhower solicitó a su personal que buscase formas alternativas de transporte y un helicóptero Sikorsky UH-34 Seahorse fue encargado. Las primeras aeronaves carecían de las "comodidades" de sus sucesoras modernas, tales como aire acondicionado y baño para uso durante el vuelo.
En 1958, el H-13 fue remplazado por el Sikorsky H-34, y en 1961 por el Sikorsky SH-3 Sea King. Poco después de que esta forma de transporte presidencial fuese introducida, asesores del presidente solicitaron al Cuerpo de Marines que investigasen al jardín sur de la Casa Blanca como una zona de aterrizaje de helicópteros. Se contaba con un amplio espacio, y el protocolo fue establecido.
Hasta 1976, el Cuerpo de Marines compartía la responsabilidad del transporte en helicóptero del presidente con el Ejército de los Estados Unidos. Helicópteros del ejército utilizaban el indicativo Army One (Ejército Uno) mientras el presidente iba a bordo. El VH-3D remplazó a algunos VH-3A en 1978, y los VH-3A restantes fueron remplazados por el VH-60N a partir de 1989.
En 2009, había 11 VH-3D y ocho VH-60N en servicio para el presidente, vicepresidente y otras personalidades prominentes. El 16 de julio de 2009, el Marine One voló por primera vez con una tripulación completamente femenina, como último vuelo de la primera mujer en llevar al presidente: la mayor Jennifer Grieves. Este fue también el último vuelo de la mayor Jennifer Grieves, quien fue la primera mujer piloto en volar con el presidente. 
Hasta 2009, el Marine One nunca había sufrido un accidente ni había sido atacado. Sin embargo, en 2006,  el presidente George W. Bush subió a bordo del Marine One con su secretario de prensa saliente, pero el helicóptero "no funcionaba", por lo que el presidente abandonó la Casa Blanca en un coche.
Reemplazo
Los ataques del 11 de septiembre llevaron al acuerdo de que la flota de helicópteros Marine One necesitaba mejoras significativas en sus sistemas de comunicación, transporte y seguridad, pero las limitaciones de peso impidieron los cambios. Los helicópteros VH-3 utilizados actualmente por el HMX-1 ya tienen varios años, y en 2002 se inició la competencia VXX para encontrar un reemplazo. El helicóptero seleccionado fue el Lockheed Martin VH-71 Kestrel, una variante del AgustaWestland AW101. En abril de 2009, el programa del VH-71 fue cancelado debido a los excesivos costos. En febrero de 2010, la Armada envió una solicitud de información a la industria de la aviación. Las respuestas serán utilizadas para reiniciar el concurso VXX.
Programa VXX
En abril de 2002, el Departamento de Defensa inició el programa VXX , que asignó a la Marina el diseño de nuevos helicópteros presidenciales para 2011. En noviembre de 2002, la Casa Blanca pidió al Secretario de Defensa que acelerara el desarrollo de la nueva aeronave; el Departamento de Defensa dijo que un nuevo helicóptero estaría listo para fines de 2008,  y pidió a las empresas que pujaban por el proyecto que comenzaran el desarrollo y la producción simultáneamente.
Esfuerzo de contratación inicial
Muchas de las especificaciones del nuevo avión eran secretas. Las publicaciones de la industria y los testimonios en las reuniones informativas del Congreso revelaron que tendría 20 metros de largo, llevaría 14 pasajeros, podría llevar varios miles de libras de equipaje y equipo y tendría un alcance mayor que el del VH-3D y el VH-60N. Las defensas del helicóptero incluirían interferencias y engaños de radar para protegerse de los misil superficie-aire; protección de los componentes electrónicos clave contra ataque de pulso electromagnético; y un sistema de telecomunicaciones encriptado y videoconferencia.
Los únicos competidores para el contrato fueron Lockheed Martin y Sikorsky Aircraft. Lockheed se unió a AgustaWestland , una compañía aeronáutica británica e italiana, para ofrecer una versión del AgustaWestland AW101. Sikorsky propuso usar su S-92.  La Armada adjudicó el contrato a Lockheed Martin en enero de 2005,  para desarrollar y construir 28 helicópteros. El helicóptero fue designado VH-71 Kestrel.  Cinco de la versión inicial, menos sofisticada del VH-71, debían entregarse en 2010, y 23 de la versión mejorada en 2015. El objetivo era retirar todos los VH-3D y VH-60N, y los cinco VH-71 iniciales en 2015, dejando la flota de Marine One con 23 helicópteros.
Sobrecostos y cancelaciones
En marzo de 2008, el costo estimado previamente de los 28 helicópteros, de 6.000 millones de dólares, había aumentado a 11.000 millones. Los funcionarios del gobierno se sorprendieron al descubrir que cada VH-71 costaría 400 millones de dólares, más que el costo de un avión Boeing VC-25 "Air Force One". Lockheed Martin culpó a la USMC por los sobrecostos, diciendo que se agregaron más de 1.900 requisitos adicionales al proyecto después de la firma del contrato. La Marina dijo que no se agregaron requisitos adicionales. La empresa también citó la necesidad de rediseñar el VH-71 según los estándares de la Marina, y una comprensión incompleta por parte de la Marina y Lockheed Martin de cuánta modernización necesitaría el avión civil.
En junio de 2009, el programa VH-71 fue cancelado debido a sobrecostos, que habían aumentado a más de 13 mil millones de dólares. Un informe de la Oficina de Responsabilidad Gubernamental emitido en marzo de 2011 nombró tres fuentes de sobrecostos. Primero, pedir el desarrollo al mismo tiempo que la producción llevó a una amplia modernización de modelos que acababan de construirse. Segundo, una revisión completa de los requisitos del sistema no se realizó hasta 4 meses después de que comenzara la producción, y solo entonces se descubrió que el diseño del VH-71 no podía satisfacer las necesidades del programa. Tercero, el Departamento de Defensa y La Casa Blanca pidieron capacidades excesivas de combate y comunicaciones.
Reactivación del contrato del Cuerpo de Marines

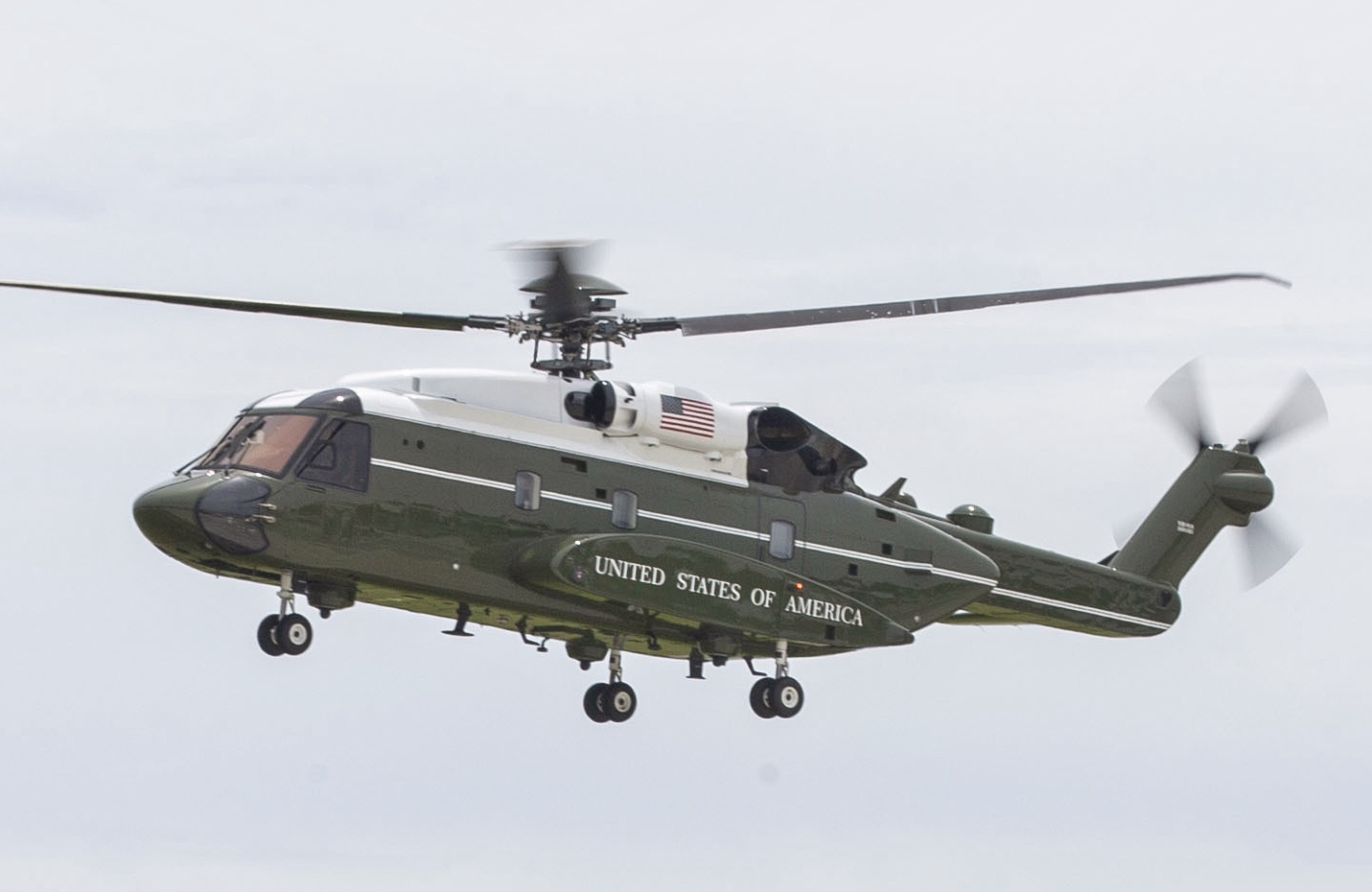
El VH-92A Patriot es el Helicóptero presidencial de próxima generación.

Poco después de la cancelación del programa, el Cuerpo de Marines lo reinició.  Esta vez, en lugar de ejecutar el desarrollo y la producción simultáneamente, el Cuerpo creó un Documento de Capacidades Iniciales (ICD), que describía más claramente los requisitos de la aeronave. El Departamento aprobó el ICD en agosto de 2009, llamándolo Programa de Reemplazo de Helicópteros VXX.  En febrero de 2010, la Armada solicitó a la industria privada su opinión sobre un Análisis de Alternativas (AOA) para satisfacer las necesidades del proyecto. Entre las opciones que sugirió la Armada estaba la compra de un solo avión pero el desarrollo de dos versiones. Otra opción era comprar dos aviones diferentes: una versión "civil", con baño, suite ejecutiva y cocina , y una versión "militar", con capacidades completas de comando y control.
En julio de 2013, el Departamento de Defensa eliminó el requisito de que las empresas construyeran prototipos. El análisis del Departamento mostró que era poco probable que el costo de fabricación de prototipos generara beneficios. El Departamento dijo que estaba procediendo con el desarrollo del VXX utilizando un avión en producción con sistemas existentes y probados.  En noviembre de 2012 se publicó un borrador de solicitud de propuestas.
El AOA atrajo el interés de más de dos empresas. Entre ellas, Boeing, que dijo a la prensa que tanto su CH-47 Chinook como su Bell Boeing V-22 Osprey podrían cumplir los requisitos. Debido a que la AOA contemplaba un proceso de diseño y producción mucho más largo, la Armada dijo que tenía la intención de gastar 500 millones de dólares para mantener en vuelo los VH-3D y VH-60. Boeing dijo que podría adaptar el VH-71, si la Armada y el Cuerpo de Marines lo deseaban.
En asociación con Lockheed Martin, Sikorsky Aircraft está ofreciendo una versión VIP de su helicóptero S-92 para reemplazar los antiguos aviones VH-3D y VH-60N, también construidos por la compañía.
Adjudicación del contrato final

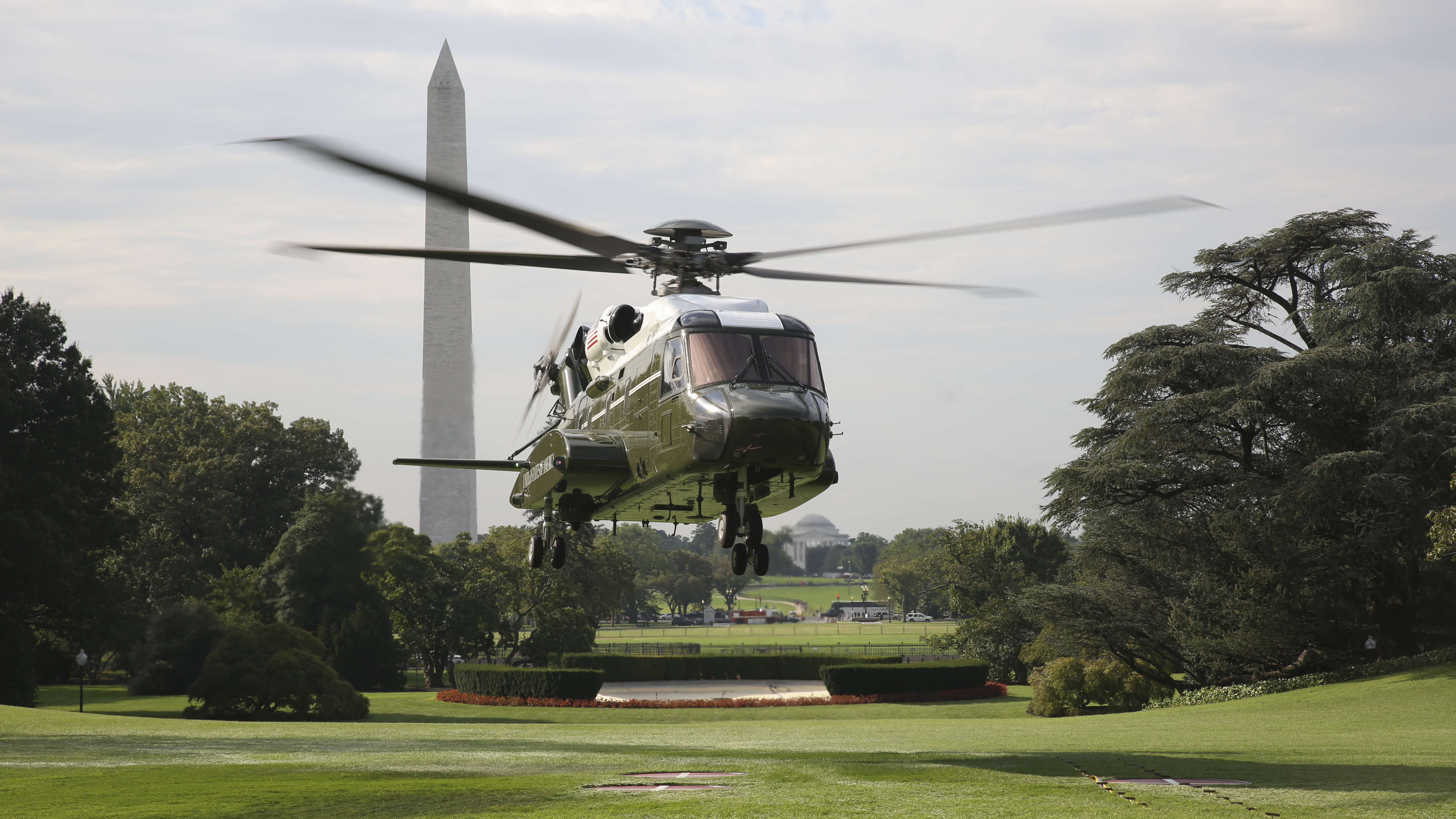
El Sikorsky VH-92 realizando pruebas en el jardín sur de La Casa Blanca el 22 de septiembre de 2018.

En agosto de 2013, todas las empresas interesadas, incluidas Northrop Grumman – AgustaWestland y Bell Textron –Boeing, se habían retirado de la licitación del VXX, excepto Sikorsky Aircraft. Sikorsky se había asociado con Lockheed Martin y dijo que tenía la intención de utilizar el S-92 como avión base.  Se estableció una nueva fecha límite en 2020 para que la flota de 23 helicópteros estuviera en funcionamiento.  En mayo de 2014, la Armada otorgó a Sikorsky Aircraft un contrato de $ 1,2 mil millones para construir 6 helicópteros presidenciales, designados Sikorsky VH-92. Se esperaba que una flota de 21 helicópteros estuviera en servicio para 2023.  Un VH-92 realizó su vuelo inaugural como Marine One en la tarde del 19 de agosto de 2024, cuando el presidente Joe Biden viajó desde el Aeropuerto Internacional O'Hare de Chicago a Soldier Field en ruta a la Convención Nacional Demócrata de 2024, ese mismo día Sikorsky entregó el último de los 23 VH-92 encargados por el Cuerpo de Marines.

## Funciones actuales

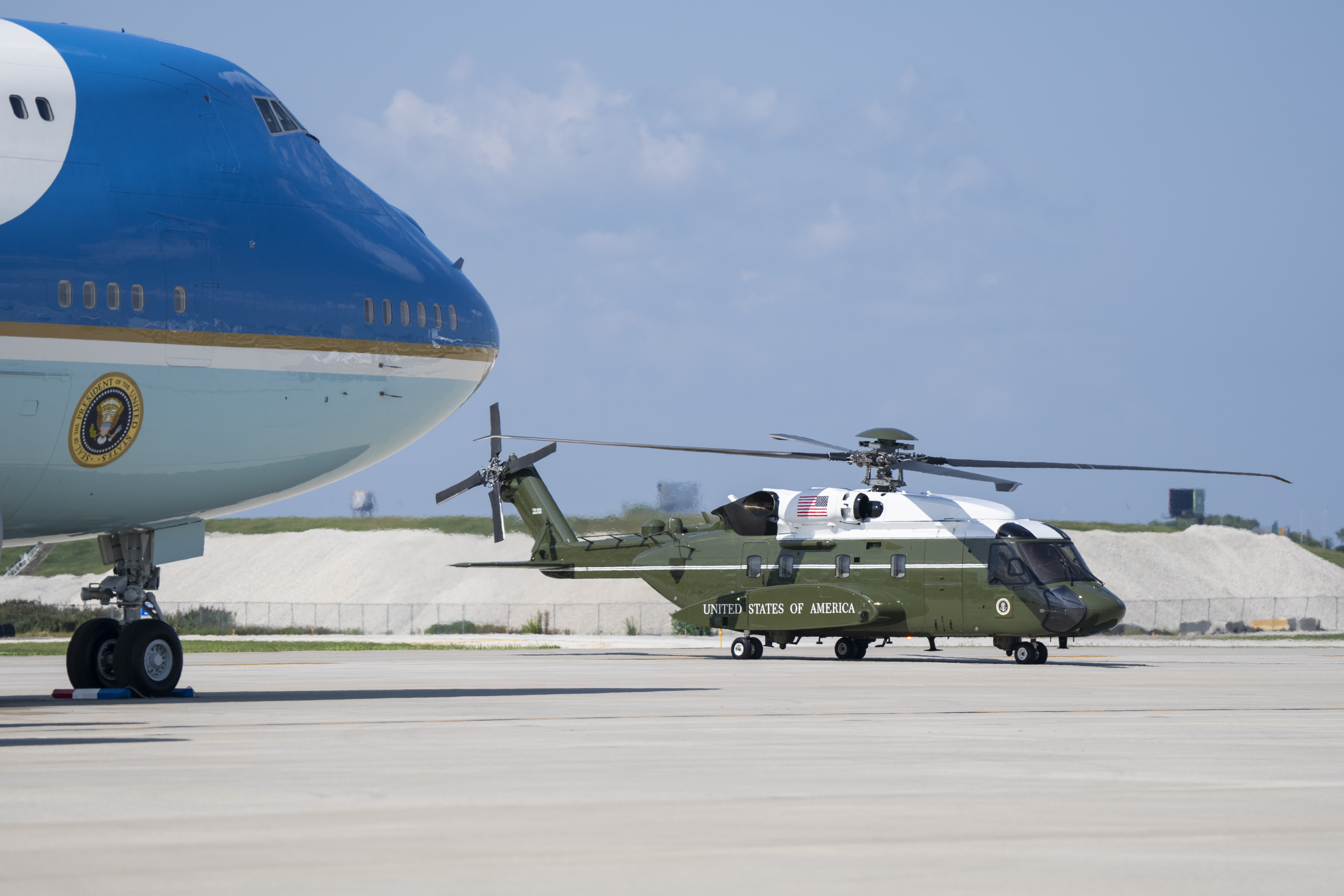
El Sikorsky VH-92 frente al Air Force One en su viaje inaugural como Marine One con el presidente Biden el 19 de agosto del 2024 en Chicago.

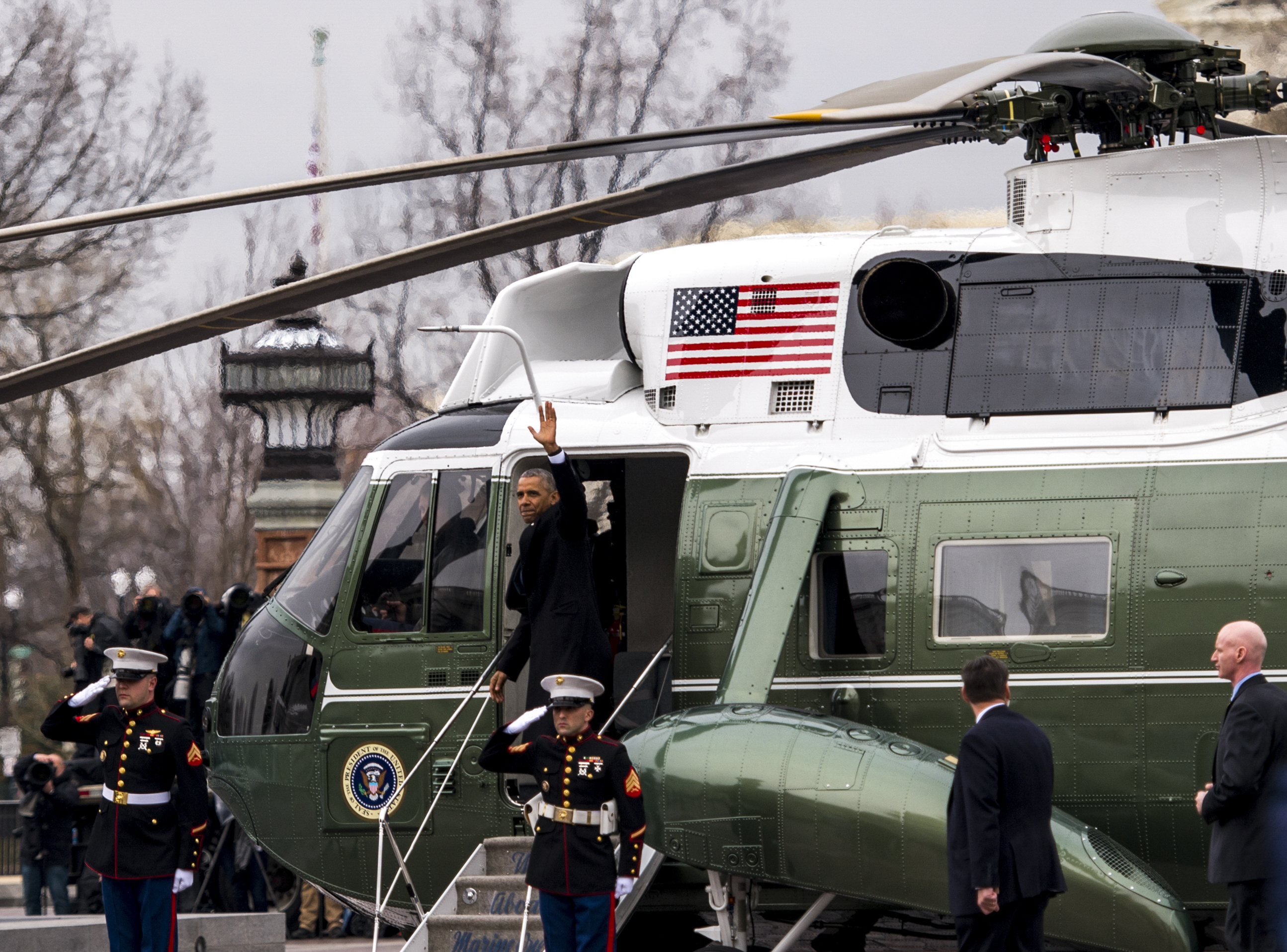
El presidente Obama aborda un VH-3D antes de abandonar el Capitolio como presidente saliente el 20 de enero del 2017

El Marine One es la alternativa preferida a las caravanas , que pueden resultar caras y difíciles desde el punto de vista logístico. También se considera que el entorno controlado de un helicóptero añade un factor de seguridad. La flota HMX-1 también se utiliza para transportar a personal de alto rango del Gabinete y dignatarios extranjeros. En el 2015, HMX-1 contaba con 7 Sikorsky VH-3D, 8 Sikorsky VH-60N y 12 Bell-Boeing V-22 Osprey que proporciona apoyo logístico, para el personal de La Casa Blanca, Servicio Secreto y la prensa.
Más de 800 marines se encargan del funcionamiento de la flota del Marine One, cuya base está en Quantico, Virginia, pero es más visto en acción en el jardín sur de la Casa Blanca o en la Base de la Fuerza Aérea Andrews, en Maryland. Esta base es utilizado para conectar al Air Force One. Adonde sea que el Marine One vuele, siempre es recibido en tierra por al menos un marine vestido con el uniforme completo (usualmente son dos, con uno actuando como el guardia armado). De acuerdo a una historia contada por Bruce Babbitt, el presidente Clinton, en sus últimos días en el cargo, durante el vuelo y aterrizaje en un área remota cercana al Gran Cañón, se encontró con un marine esperando en la roca, listo para saludarle. Los aviadores marines pilotando el Marine One no utilizan el traje de vuelo regular durante sus vuelos, sino el uniforme Blue Dress Charlie/Delta de los marines.
En una investidura presidencial, los marines ofrecen un viaje al presidente saliente desde el Capitolio hasta la Base de la Fuerza Aérea Andrews.

### Medidas de seguridad

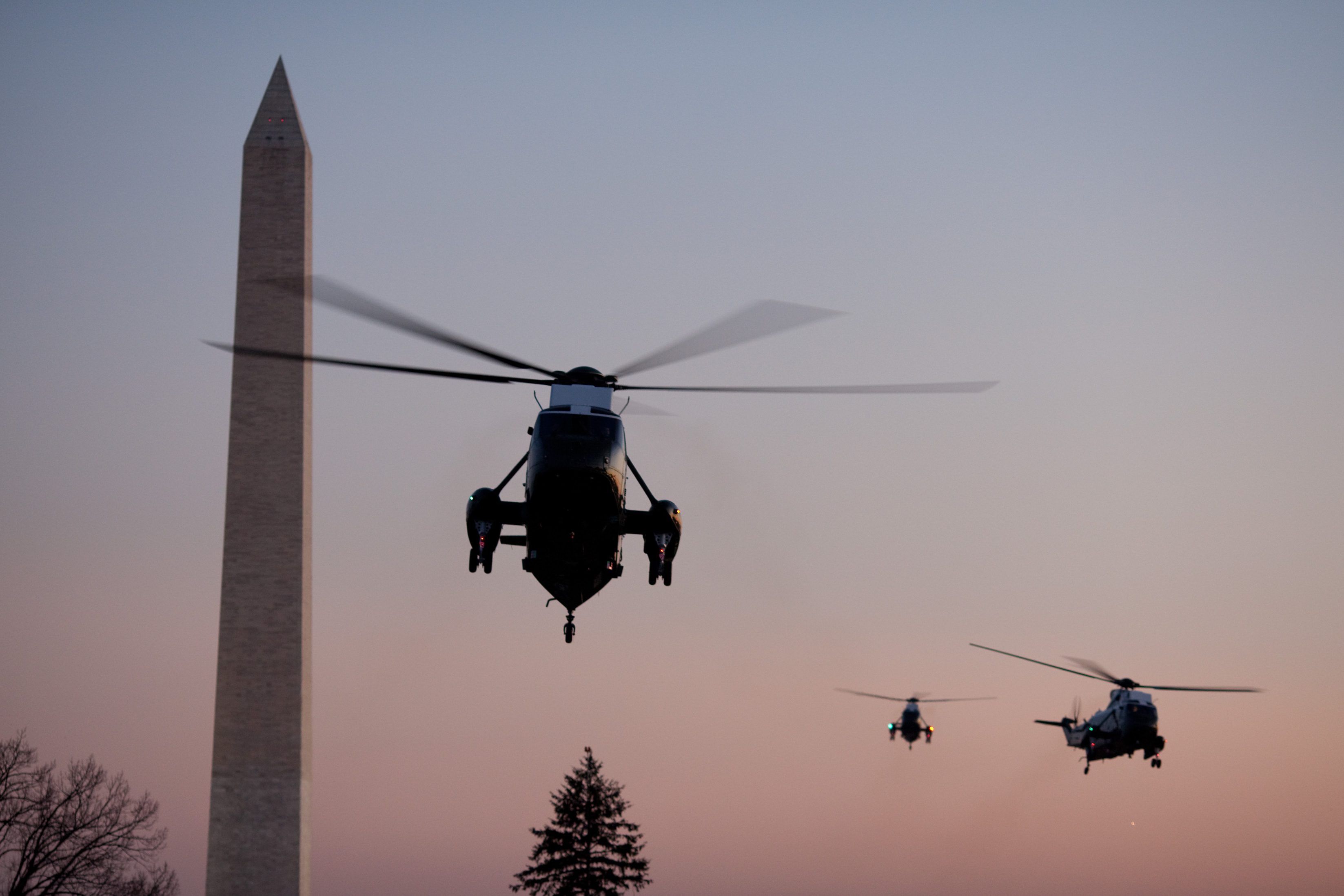
El Marine One volando junto a dos helicópteros señuelos desde Camp David el 2 de agosto del 2009

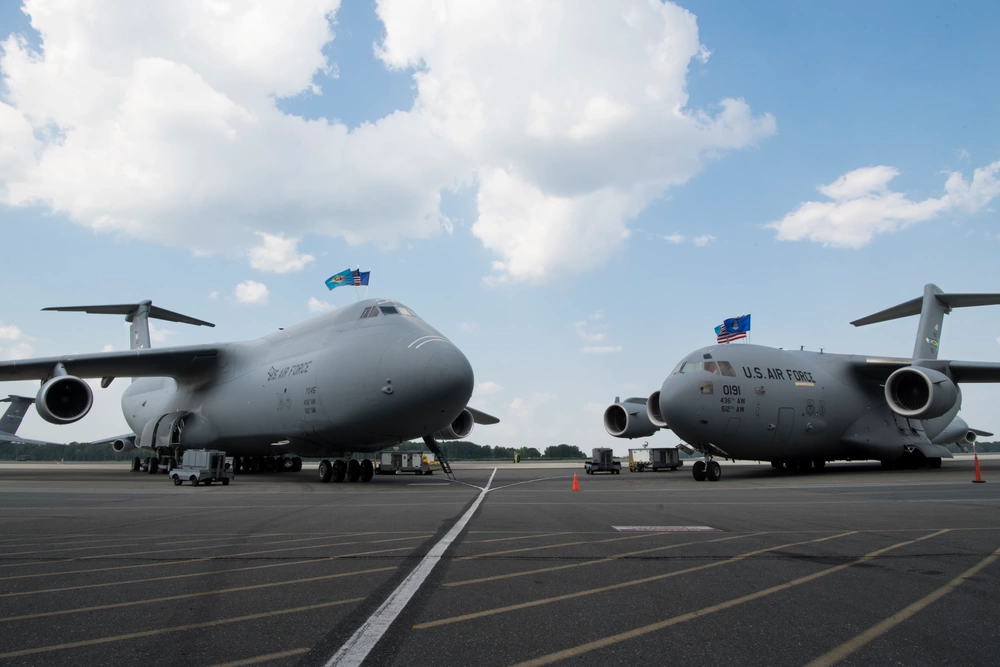
Un C-5 y un C-17, la USAF utiliza ambos para transportar los helicópteros presidenciales.

Como medida de seguridad, el Marine One suele volar en grupos de hasta cinco helicópteros idénticos. Uno de ellos lleva al presidente, mientras que los demás sirven como señuelos. Al despegar, estos helicópteros cambian de formación para ocultar la ubicación del presidente. Esto se ha denominado "trile del presidente". El Marine One también está equipado con contramedidas antimisiles militares estándar, como bengalas para contrarrestar los misiles guiados por calor y señuelos para contrarrestar los misiles guiados por radar, así como contramedidas infrarrojas AN/ALQ-144 A.  Para aumentar la seguridad del Marine One, todos los miembros del HMX-1 deben pasar una verificación de antecedentes de Yankee White antes de tocar cualquiera de los helicópteros utilizados para los viajes presidenciales.

### Transporte de larga distancia
El Marine One es transportado a través de aviones de transporte militar C-17 Globemaster o C-5 Galaxy (al igual que el Cadillac One) a cualquier lugar que el presidente viaje dentro de los EE. UU., así como al extranjero. Incluso si, durante un viaje al extranjero, el presidente no utiliza el Marine One, al menos un helicóptero está en espera en un hangar de un aeropuerto o base aérea local para partir si es necesario.

## Aeronaves en exhibición

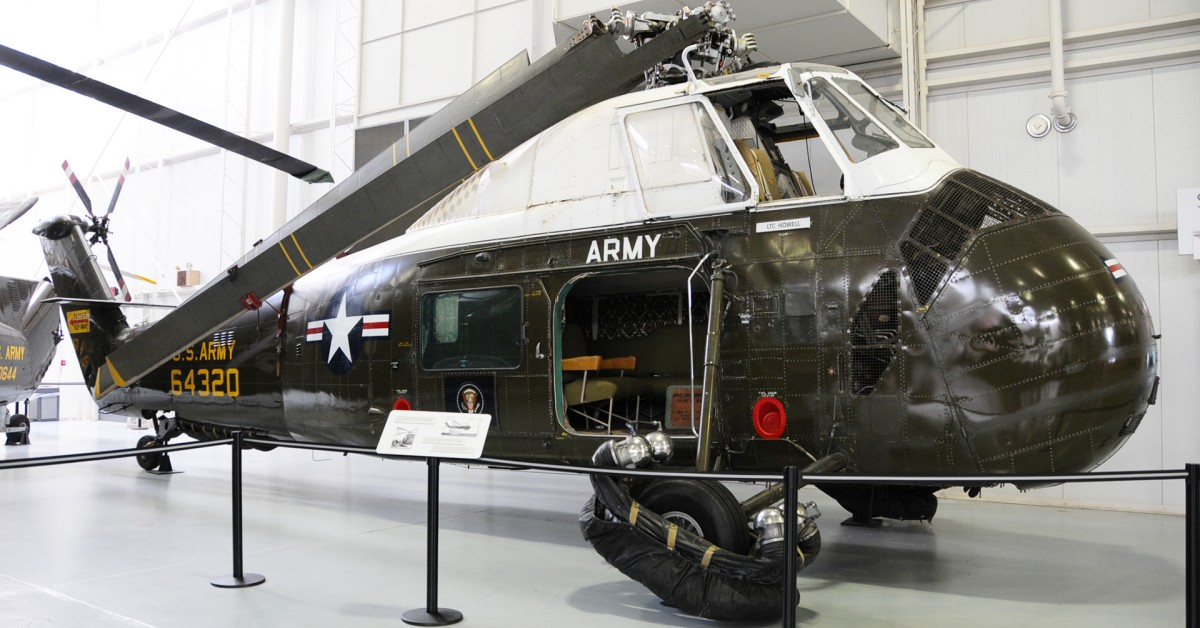
Un VH-34 Choctaw "Army One" en el Museo de Aviación del Ejército de EE. UU. Alabama.

Numerosos helicópteros que sirvieron como Marine One y Army One, están exhibidos en museos aéreos, y en bibliotecas y centros presidenciales en conmemoración al uso que se les dio durante la presidencia de algunos expresidentes. Algunos ejemplos de estos helicópteros que se encuentra retirados y exhibidos son el H-34, en el Museo de Aviación del Ejército de los Estados Unidos, en Daleville, Alabamay en el Museo del Aire y el Espacio de Pima, Tucson, Arizona. En el caso de los VH-3A retirados se encuentran; en el Museo Nacional de Aviación Naval en Pensacola, Florida, en el Museo de la Aviación en Warner Robins, Georgia, en el Museo Nacional del Aire y el Espacio de Estados Unidos en Washington D. C, en la Biblioteca y Museo Presidencial de Ronald Reaganen Simi Valley, California, y en la Biblioteca y Museo Presidencial de George H. W. Bush en College Station, Texas.

## Galería

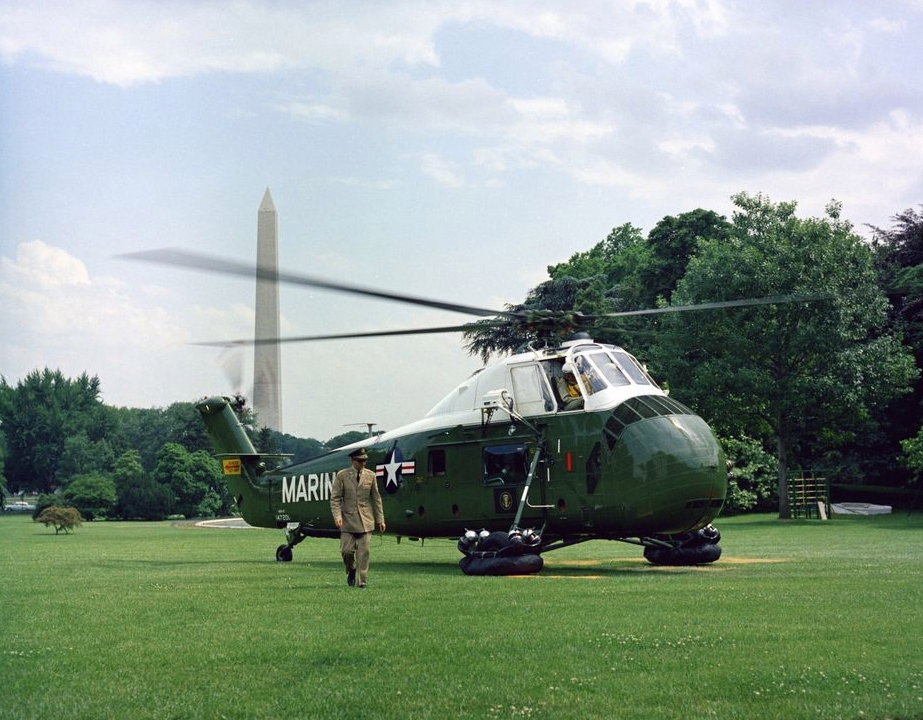
Un helicóptero presidencial VH-34D en el jardín sur de la Casa Blanca en 1961
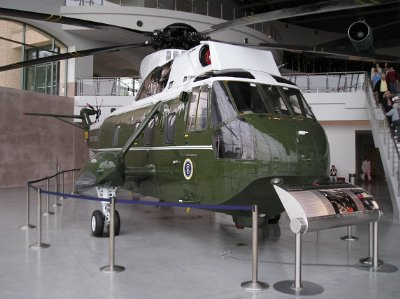
Un antiguo Marine one VH-3A en la Biblioteca y Museo Presidencial de Ronald Reagan
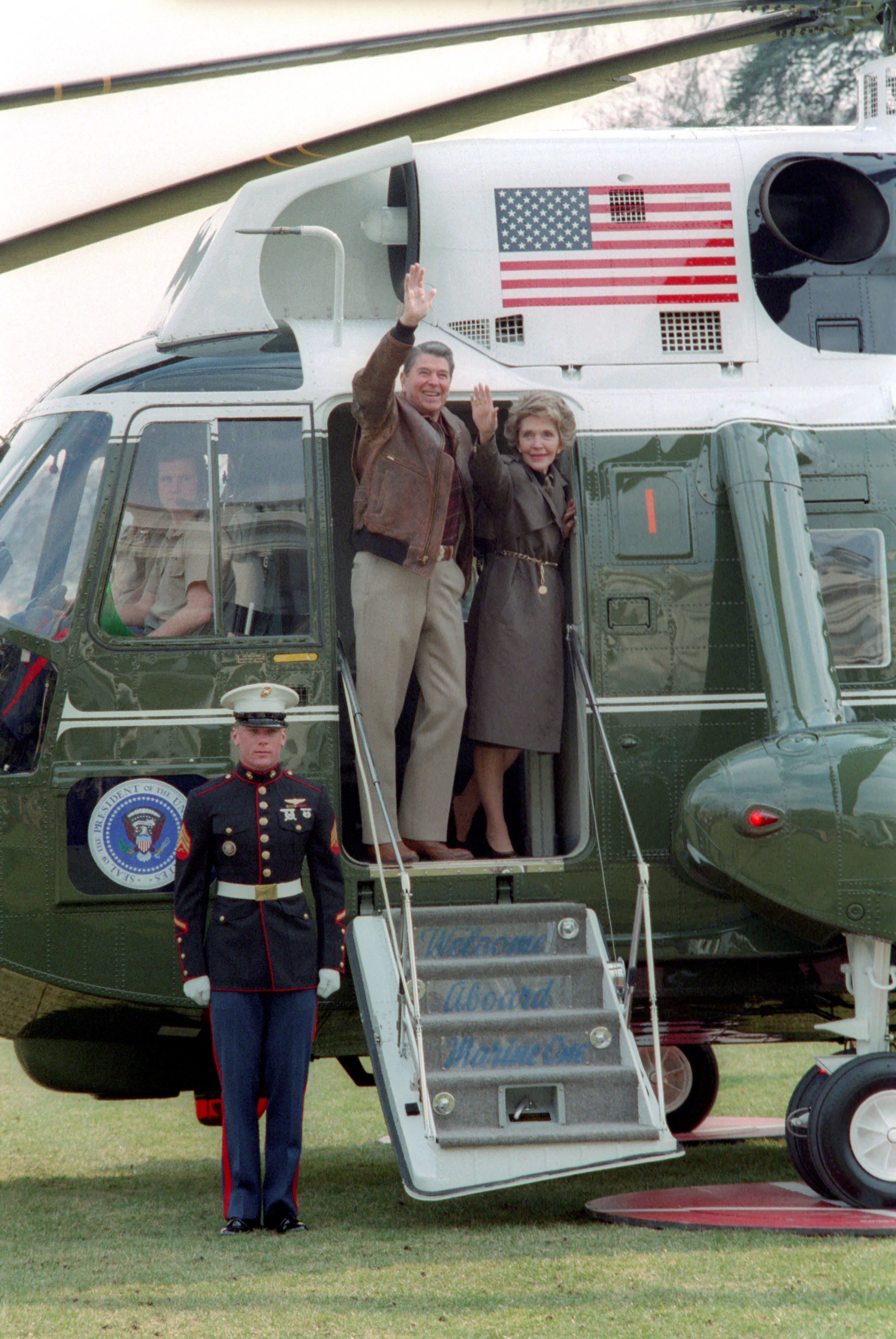
El presidente Ronald Reagan y la primera dama Nancy Reagan abordan el Marine One en 1987
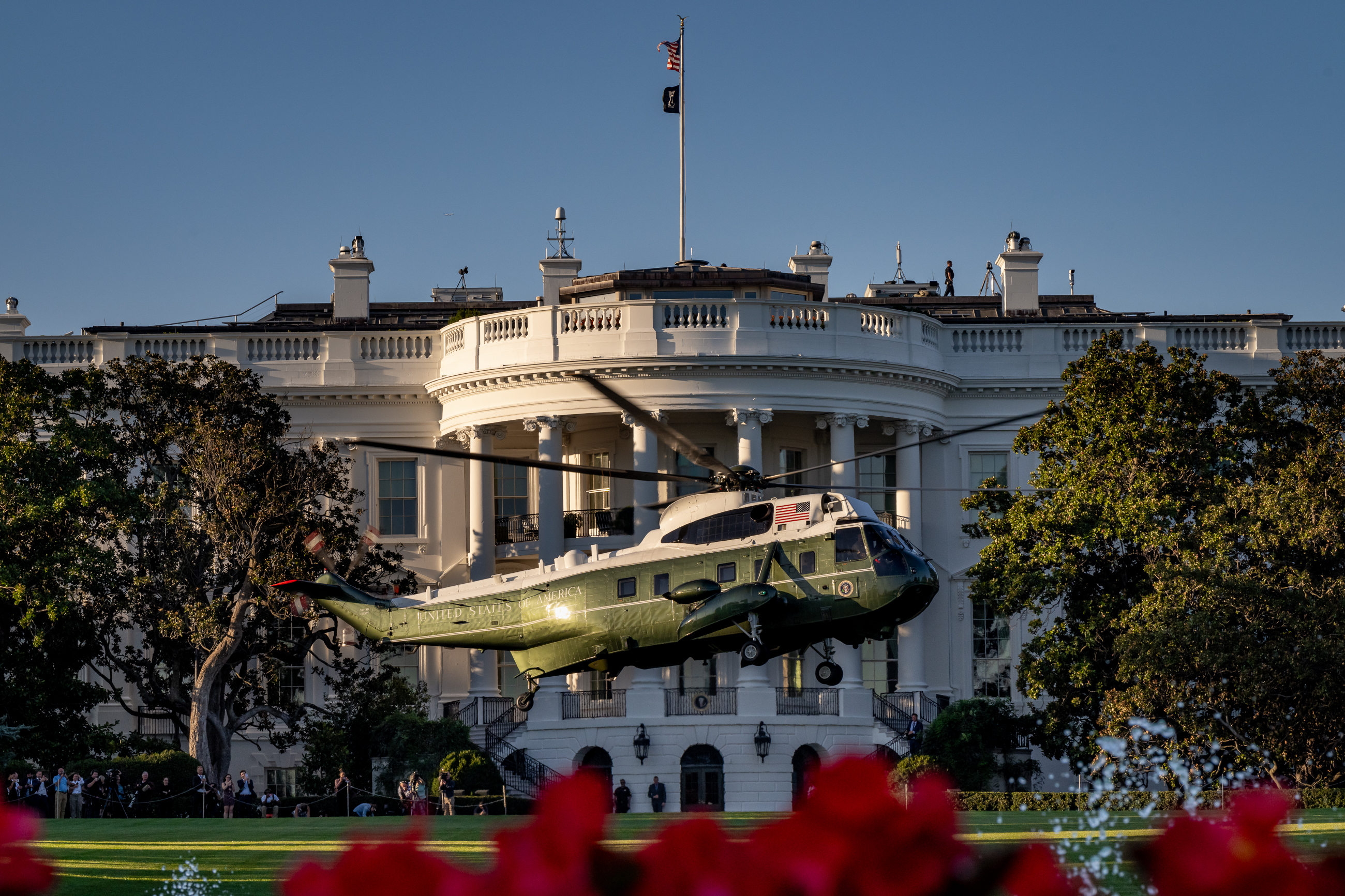
Un SH-3 Sea King despegando del jardín sur de La Casa Blanca
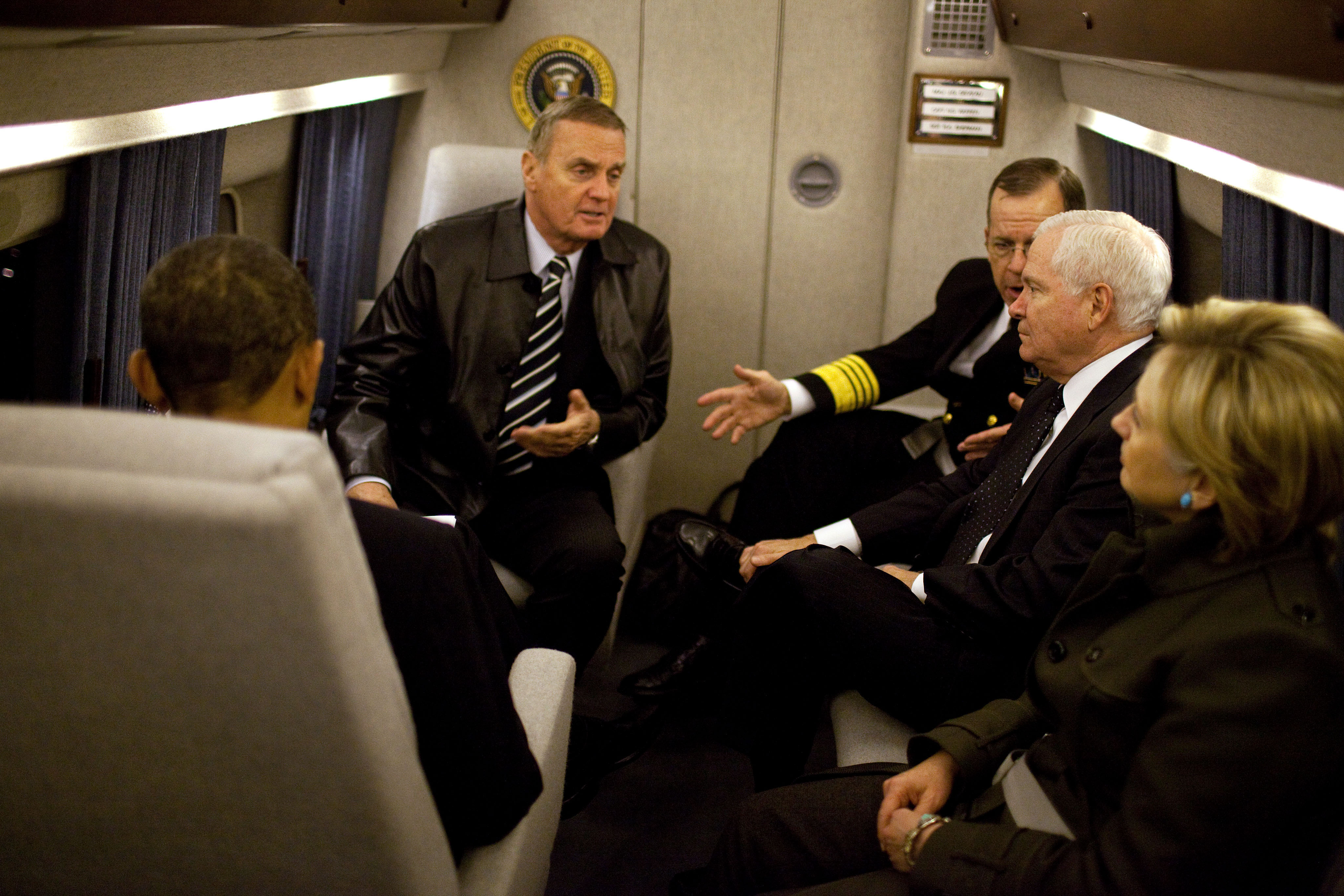
Interior de un Marine One SH-3 Sea King transportando al presidente Barack Obama
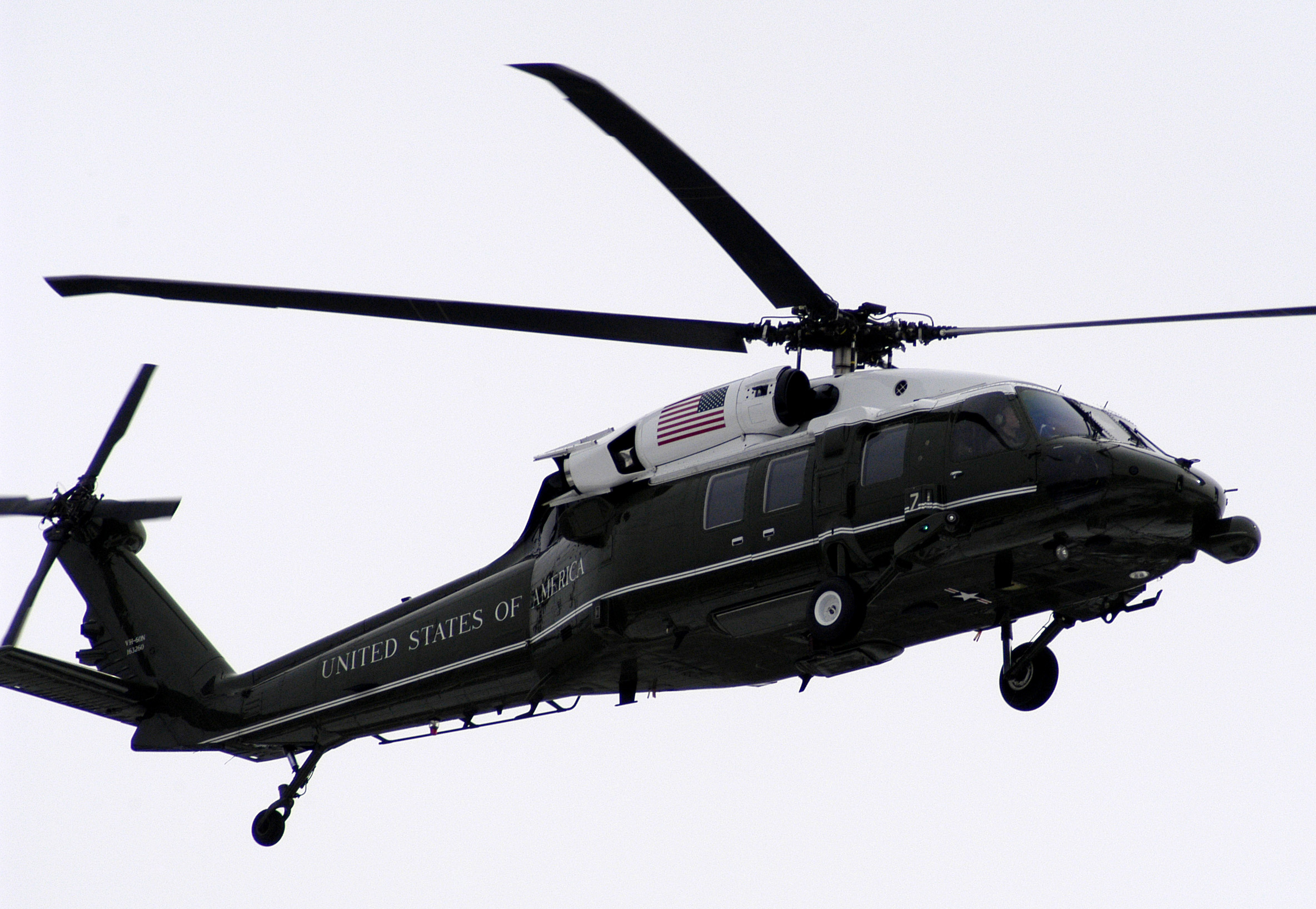
Sikorsky UH-60 Black Hawk sobre Washington D.C.